# Wolfgang Friedrich Cob von Nüdingen
Wolfgang Friedrich Cob von Nüdingen, egyes magyar nyelvű forrásokban  Kobb Farkas, másként Cobb vagy Kopp (Bitburg vagy Niederweis, akkori Luxemburgi Hercegség, Német-római Birodalom, 1610 – 1679) német katonatiszt, Habsburg német-római császári ezredes, táborszernagy.

## Élete
1645–1646 között császári alezredes a Gallas gyalogezrednél, később bajor ezredes. 1660-tól a szatmári német helyőrség parancsnoka.
Történelmi szerepe szatmári várkapitány korában, a Petrőczy-Szuhay-Szepessy-féle felkelés alkalmával kezdődött. Ügynöke, Barkóczy István által, pénzzel, ígéretekkel és a „császár szavával” átpártolásra bírta a magyar hajdúságot, miután az ő német és horvát hada időközben egyesült a Spankau és Esterházy vezetése alatt álló fősereggel. Györke mellett (akkori Abaúj vármegye) 1672. október 26-án az ütközet hevében vitte végbe árulását, megbuktatva az egész felkelés ügyét (lásd: györkei csata).[forrás?] A legyőzött felkelőkkel szemben Kobb szörnyű kegyetlenségeket követett el. Szabályszerűen vadászta őket, felakasztatta, karóba húzta, kerékbe törte azt, aki kezébe került.
1670-ben Strassoldo helyébe a kiirtás kérlelhetetlen politikáját képviselő Kobb tábornokot tette kassai főkapitánnyá, és a 13 felvidéki megye katonai főparancsnokává. Kobb azzal kezdte küldetését, hogy körleveleket bocsátott ki, melyekre vörös akasztófát, karót és kínzókereket festetett, halálnak halálával fenyegetve mindenkit, aki a kurucokkal tart, vagy fegyvert mer hordani. Egyedül a kassai piacon 22 magyart húzatott karóba, és azonkívül még 40-et végeztetett ki ugyanott a legválogatottabb kínzások közt. Szintén 1677-ben Kobb Wesselényi ellen megindulva, átkelt a Tiszán, de tapasztalva, hogy a zsoldjában lévő magyarok mind sűrűbben szöknek el, hadait visszavonta, csupán Barkóczyt és Collaltót hagyta hátra a Tisza-vonal védelmére. Időközben a francia külügyi politika, Teleki Mihály erdélyi magatartása és a mind komolyabb méreteket öltő magyarországi elégedetlenség hatására a bécsi udvar a békülékenyebb politika felé hajlott. E fordulat első ténye volt, hogy még 1677-ben visszahívták a „véreskezű” Kobb tábornokot Kassáról, és a helyébe emberségesebb utasításokkal Wrbna grófot küldték ki főkapitányul.
Kobb Farkas neve hosszú időn át átkos emlékezetű maradt; együtt emlegették Spork, Spankau és Caraffa nevével.